# 愛知県立春日井南高等学校
愛知県立春日井南高等学校（あいちけんりつ かすがいみなみこうとうがっこう）は、愛知県春日井市西部(旧東春日井郡勝川町域)の如意申町にある公立高等学校。1986年（昭和61年）に開校した。

## 校訓
健やかに 長所を生かして たゆまず学ぼう

## 教育目標
- 創造力豊かで探求心に富む生徒
- 素直で明るく労をいとわぬ生徒
- 心身を鍛え活力のある生徒
- 心豊かな隣人愛を有する生徒

## 校章
春日井南高校の「南」の字を図案化し、その字の中に限りなく育ち伸びる意を込めて、市の木「けやき」の若葉を配したものである。

## 最寄り駅
- JR中央本線「勝川駅」下車、北へ約2.6km。
- 名鉄バス勝川駅3番のりば 高山経由春日井市民病院行き・小牧駅行きに乗車、「如意申（にょいさる）」バス停下車、 西へ約500m。
- 名鉄小牧線「春日井駅」下車 東へ約1.2km。

## 部活
- ハンドボール（男子）は春の全国大会へ出場したこともある強豪校。

## 著名な出身者
- 石黒将之（プロハンドボール選手）
- 室田伊緒（将棋棋士）
- 平見真彦（競艇選手）